# آرون سورکین
آرون سورکین (انگلیسی: Aaron Sorkin؛ زاده ۹ ژوئن ۱۹۶۱) یک فیلم‌نامه‌نویس، تهیه‌کننده، و نمایش‌نامه‌نویس اهل ایالات متحده آمریکا است. او برای فیلمنامه‌نویسی فیلم شبکه اجتماعی برنده جایزه اسکار شد.

## فیلم‌شناسی
| سال  | عنوان             | کارگردان | نویسنده | توضیحات                 |
| ---- | ----------------- | -------- | ------- | ----------------------- |
| ۱۹۹۲ | چند مرد خوب       | نه       | آری     |                         |
| ۱۹۹۳ | عناد              | نه       | آری     | به همراه اسکات فرانک    |
| ۱۹۹۵ | رئیس‌جمهور آمریکا  | نه       | آری     |                         |
| ۲۰۰۷ | جنگ چارلی ویلسون  | نه       | آری     |                         |
| ۲۰۱۰ | شبکه اجتماعی      | نه       | آری     |                         |
| ۲۰۱۱ | مانیبال           | نه       | آری     | به همراه استیون زایلیان |
| ۲۰۱۵ | استیو جابز        | نه       | آری     |                         |
| ۲۰۱۷ | بازی مالی         | آری      | آری     | اولین کارگردانی         |
| ۲۰۲۰ | دادگاه شیکاگو هفت | آری      | آری     |                         |